# Most Pilczycki
Most Pilczycki stary (Lohebrücke, Lohe Brücke-Pilsnitz) – most położony we Wrocławiu, stanowiący przeprawę nad rzeką Ślęzą. Most zlokalizowany jest w rejonie osiedla Pilczyce (prawy brzeg rzeki) – Żerniki (lewy brzeg rzeki), w ciągu ul. Lotniczej i ul. Kosmonautów. Jest to most drogowo-tramwajowy, z dwoma torami tramwajowymi linii prowadzącej do Leśnicy, umieszczonymi w jezdni. Po wybudowaniu nowego mostu Pilczyckiego, na północ od istniejącej przeprawy, most ten przeznaczony był głównie dla ruchu tramwajowego, z możliwością lokalnego dojazdu dla samochodów, a cały ruch kołowy przeprowadzony został nową przeprawą. Podczas budowy Autostradowej Obwodnicy Wrocławia i węzła drogowego, połączonego z przebudową ulicy Lotniczej wraz z nowym mostem, most ten służy jako przeprawa tymczasowa dla zapewnienia niezbędnego objazdu.
Współczesny most został odbudowany w 1959 roku jako most dwuprzęsłowy o konstrukcji wykonanej w technologii stalowej, z ustrojem nośnym w postaci belek z kształtowników o przekroju dwuteowym. Most ma długość 24,2 m, szerokość całkowitą 10,3 m, z czego 7,0 m to jezdnia, oraz chodniki 1,54 m szerokości. Nawierzchnia mostu wykonana została z kostki granitowej.
Niemieckie przedwojenne nazwy mostu przerzuconego nad Ślęzą – Lohebrücke – oznaczają wprost: most na Ślęzie; nazwa ta stosowana była w odniesieniu do wszystkich ówczesnych mostów przerzuconych przez Ślęzę – Lohe.
14 kwietnia 1991 roku doszło na moście do groźnego wypadku. Jadący w kierunku Leśnicy tramwaj linii 10, wykoleił się i spadł z mostu na brzeg rzeki. Przyczyną tego wypadku były kamienie wciśnięte w szyny tramwajowe.